# Virgilio Coltro
Virgilio Coltro (* Ende 19. Jh. in Polesella; † Ende 20. Jh.) war ein italienischer Bauingenieur.

## Leben

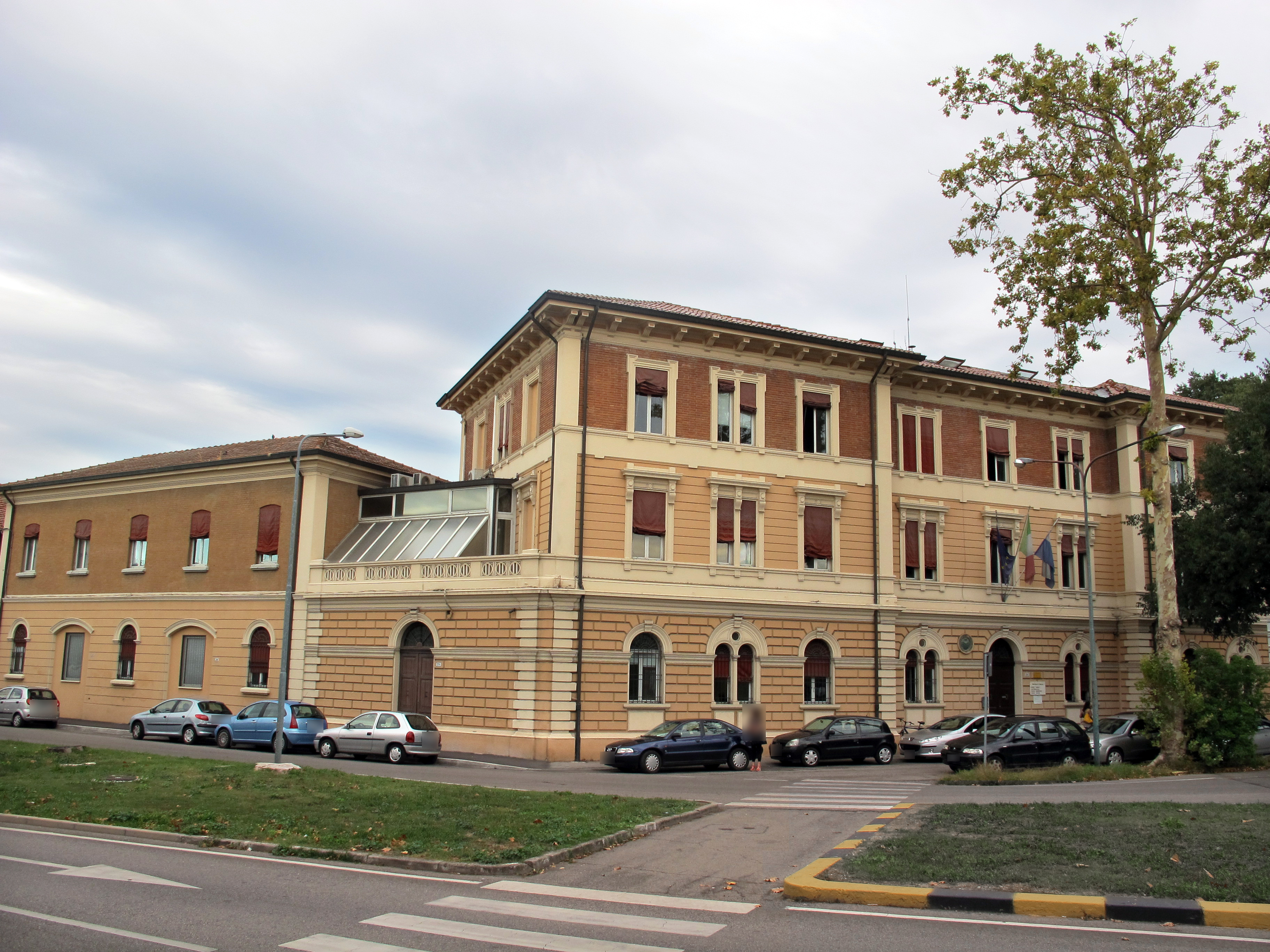
Ehemalige Pastrengo-Kaserne in Ferrara, entworfen von Virgilio Coltro

### In Ferrara
Er wurde in Polesella, Provinz Rovigo, geboren und erwarb im Jahr 1913 seinen Abschluss als Bauingenieur an der Universität Bologna.
Coltro nahm in der ersten Hälfte des 20. Jahrhunderts an den städtebaulichen Maßnahmen in Ferrara teil, die unter dem Namen Addizione Novecentista bekannt wurden, und entwarf im Rahmen dieses Stadtumbaus die Pastrengo-Kaserne.

### In Varese
Er wurde mit der Vorbereitung der neuen psychiatrischen Anstalt in Varese beauftragt und legte 1933 das Projekt vor. Das Werk wurde zwischen 1935 und 1939 auf einer riesigen Fläche realisiert. Es wurde als eine für die Psychiatrie bestimmte Anlage konzipiert, in der über tausend Patienten untergebracht werden konnten.